# Meadow Grove (Nebraska)
Meadow Grove es una villa ubicada en el condado de Madison en el estado estadounidense de Nebraska. En el Censo de 2010 tenía una población de 301 habitantes y una densidad poblacional de 381,04 personas por km².

## Geografía
Meadow Grove se encuentra ubicada en las coordenadas 42°1′44″N 97°44′10″O / 42.02889, -97.73611. Según la Oficina del Censo de los Estados Unidos, Meadow Grove tiene una superficie total de 0.79 km², de la cual 0.79 km² corresponden a tierra firme y (0%) 0 km² es agua.

## Demografía
Según el censo de 2010, había 301 personas residiendo en Meadow Grove. La densidad de población era de 381,04 hab./km². De los 301 habitantes, Meadow Grove estaba compuesto por el 95.68% blancos, el 0.33% eran afroamericanos, el 1.33% eran amerindios, el 0% eran asiáticos, el 0% eran isleños del Pacífico, el 1.66% eran de otras razas y el 1% pertenecían a dos o más razas. Del total de la población el 3.65% eran hispanos o latinos de cualquier raza.